# Balduin z Avesnes
Balduin z Avesnes (francouzsky Baudouin d'Avesnes; září 1219 – 10. dubna 1295) byl francouzský šlechtic a pán z Beaumontu.

## Život
Narodil se jako syn Burcharda z Avesnes a jeho manželky Markéty II. Flanderské. Protože jejich manželství bylo podle kanonického práva neplatné, Balduin a jeho bratr Jan byli považováni za levobočky. Kvůli tomu jim matka v roce 1244 upřela dědické právo na Flanderské a Henegavské hrabství, jež přiřkla svým synům z prvního manželství Vilémovi III., Janovi a Vítovi z Dampierre, kvůli čemuž se mezi rodem z Avesnes a Dampierry rozpoutala táhlá válka. V ní se Balduinovi roku 1246 podařilo získat hrad Beaumont. V roce 1251 ho z popudu francouzského krále Ludvíka IX. papež Inocenc IV. legitimizoval. Zemřel v roce 1295.
Pod jeho jménem byla kolem roku 1280 sepsána kronika ve starofrancouzštině pojednávající o období počínaje biblickým příběhem stvoření světa a konče rokem 1278, jakkoli je pochybné, zda ji skutečně sepsal on osobně.

## Potomci
1. manželství ∞ Felicitas z Coucy († 1307)
- Jan z Avesnes († 18. února 1283), pán z Beaumontu ∞ Anežka z Valence
- Beatrix z Avesnes († 25. února 1321), lucemburská hraběnka ∞ Jindřich VI. Lucemburský